# Huy chương Eddington
Huy chương Eddington là một giải thưởng của Hội Thiên văn học hoàng gia London dành cho các nhà khoa học có những công trình nghiên cứu xuất sắc trong lãnh vực Vật lý thiên văn lý thuyết.
Giải được đặt theo tên Arthur Eddington, nhà vật lý thiên văn người Anh, và được trao trung bình mỗi 2 năm một lần.

## Danh sách người đoạt giải
- 1953  Georges Lemaître
- 1955  Hendrik C. van de Hulst
- 1958  Horace W. Babcock
- 1959  James Stanley Hey
- 1960  Robert d'Escourt Atkinson
- 1961  Hans Albrecht Bethe
- 1962  André Lallemand
- 1963  J. A. R. Sandage, Martin Schwarzschild
- 1964  Herbert Friedman, Richard Tousey
- 1965  Robert Pound, Glen A. Rebka
- 1966  Rupert Wildt
- 1967  Robert F. Christy
- 1968  Robert Hanbury Brown, Richard Q. Twiss
- 1969  Antony Hewish
- 1970  Chūshirō Hayashi
- 1971  Desmond George King-Hele
- 1972  Paul Ledoux
- 1975  Stephen Hawking, Roger Penrose
- 1978  William Alfred Fowler
- 1981  Philip James Edwin Peebles
- 1984  Donald Lynden-Bell
- 1987  Bohdan Paczynski
- 1990  Icko Iben
- 1993  Leon Mestel
- 1996  Alan Guth
- 1999 Roger Blandford
- 2002 Douglas O. Gough
- 2005  Lưu trữ ngày 30 tháng 1 năm 2009 tại Wayback Machine Rudolph Kippenhahn
- 2007  Lưu trữ ngày 4 tháng 2 năm 2010 tại Wayback Machine Igor D. Novikov
- 2009  Jim Pringle
- 2011 Gilles Chabrier
- 2013 James Binney[1]
- 2014 Andrew King[2]
- 2015 Rashid Sunyaev[3]
- 2016 Anthony Bell[4]
- 2017 Cathie Clarke[5]
- 2018 Claudia Maraston[6]
- 2019 Bernard F. Schutz[7]